# Thomas Douglas Forsyth
Thomas Douglas Forsyth (Birkenhead, 1827 – Eastbourne, 1886) è stato un esploratore britannico.
Nel 1848 si recò in India, dove passò molti anni come diplomatico e amministratore coloniale; dal 1873 al 1874 diresse una missione nel Turchestan, ma si spinse a scopo cartografico fino al Tarim.